# داستان لیزی (مینی‌سریال)
داستان لیزی (انگلیسی: Lisey's Story) یک مینی‌سریال درام وحشت روان‌شناختی آمریکایی است که بر پایهٔ رمانی به همین نام اثر استیون کینگ به سال ۲۰۰۶ ساخته شده است. این مینی‌سریال توسط کینگ نوشته شده و توسط پابلو لارائین کارگردانی شده است. داستان لیزی با بازی جولین مور و کلایو اوون، در ۴ ژوئن ۲۰۲۱ از اپل تی‌وی پلاس نمایش داده شد. منتقدان نظرات ضد و نقیضی به آن دادند.